# Kanaal Pommerœul-Antoing
Het Kanaal Pommerœul-Antoing verbindt Pommerœul met Antoing. Het 26 km lange kanaal werd gegraven tussen 1823 en 1826 in opdracht van koning Willem I om te vermijden dat de opgedolven steenkool uit het mijnbekken van de Borinage een duur maritiem traject langs het Franse gedeelte van het Kanaal Bergen-Condé moest afleggen om de Schelde te bereiken. Na de Slag bij Waterloo ging het transport immers door twee landen en was er geen vrije vaart meer.

## Geschiedenis
Om de afvoer van steenkool uit de mijnbouwgebieden rond Bergen en Charleroi te faciliteren was het kanaal Bergen-Condé gegraven. Dit kanaal kwam omstreeks 1818 gereed. De stad Condé kwam echter in Franse handen en de Franse regering besloot opnieuw hoge doorvoerrechten op Belgische steenkool te heffen. Diplomatieke pogingen om de Fransen op andere gedachten te brengen liepen op niets uit. Een oud plan voor een kanaalverbinding, uitsluitend over Belgische grondgebied, werd opgepakt en dit leidde tot de aanleg van het kanaal Pommerœul-Antoing.
Er werden twee trajecten bestudeerd, het traject van Bergen naar de rivier de Dender bij Ath of van Pommerœul naar de Schelde bij Antoing. Het laatste voorstel had een te overbruggen hoogteverschil van 32 meter en de eerste optie kwam met 47 meter verschil tussen begin en eind slechter uit. Dit vertaalde zich ook in lagere kosten voor de aanleg, het traject naar de Dender was met 5 miljoen gulden ongeveer tweemaal zo duur als het uiteindelijk gekozen traject. Op het scheidingspand, het hoogste deel van het traject, stelde kanaalontwerper Vifquain een tunnel voor. Dit voorstel werd afgewezen en het kanaal werd hier 25 meter diep ingegraven.
Voor de financiering werd voor het eerst gebruikgemaakt van een concessie. De overheid stelde de belangrijkste regels vast waaronder de hoogte van de tol die op het kanaal geheven kon worden. Met de tol konden de ondernemers hun geld terugverdienen en na afloop van deze concessieperiode kwam het kanaal in handen van de overheid. In mei 1823 was de openbare aanbesteding en de ondernemer die de kortste tijd tol wilde heffen, won de aanbesteding. Vijf inschrijvingen kwamen binnen, de kortste had een looptijd van 19 jaar en de rest lag tussen de 45 en 79 jaar. De aanbesteding ging naar PJ Nicaise uit Bergen, maar hij had een rekenfout gemaakt en wist de overheid te bewegen de periode met drie jaar op te rekken naar 22 jaar. Nicaise had ook grote problemen het geld bijeen te brengen en werd geholpen met een lening van 1,9 miljoen gulden van de Algemeene Nederlandsche Maatschappij ter Begunstiging van de Volksvlijt. Koning Willem I had hierbij bemiddeld. In 1826 werd duidelijk dat Nicaise failliet dreigde te gaan en de bank weigerde meer geld te lenen. De overheid besloot de concessie over te nemen voor 3,5 miljoen gulden.
Voor de aanleg maakte de ingenieurs Vifquain en Simons gebruik van een ijzeren paardenlijn, de eerste spoorweg van het land.
In 1826 kwam het kanaal gereed. Er waren 13 schutsluizen en schepen tot zo'n 225 ton konden er gebruik van maken. Het speelde een belangrijke rol bij de afvoer van steenkool naar Vlaanderen. Retourlading was er nauwelijks en de meeste schepen keerden leeg terug voor de volgende vracht. Tussen 1829 en 1836 voeren er jaarlijks gemiddeld zo'n 5500 schepen geladen met 520.000 ton steenkool over het kanaal. Voor die tijd waren dit aanzienlijk vervoersprestaties.
De functie van het kanaal is nadien overgenomen door het Kanaal Nimy-Blaton-Péronnes, dat ook schepen met grotere tonnage toelaat. Het Kanaal Pommerœul-Antoing wordt ook het oude kanaal genoemd, met het Kanaal Nimy-Blaton-Péronnes dan als nieuwe kanaal.

## Verbinding met andere kanalen
Het kanaal staat in verbinding met het Kanaal Nimy-Blaton-Péronnes te Blaton.

## Naslagwerk
- Filarski, Rudolf Kanalen van de Koning-Koopman (1995), ISBN 9789071617898